# Nasz patriotyzm
Nasz patriotyzm – broszura Romana Dmowskiego wydana w 1893 roku, prezentująca program dopiero co powstałej Ligi Narodowej. 

## Opis
Autor pracy głosił konieczność zerwania z programem powstańczym, ale też z niektórymi aspektami programu pracy organicznej (takimi jak np. asymilacja Żydów). Autor twierdził, że w miejsce z góry skazanych na klęskę powstań należy prowadzić działanie mające na celu wzmocnienie sił narodu. Inspiracją dla powstania opracowania były stosunki społeczno-polityczne, jakie panowały w Anglii, co fascynowało Dmowskiego. Autor mocno akcentował prymat interesów narodowych, stojących w opozycji do dążeń mających na celu korzyść dzielnicy lub klasy społecznej.